# Gephyra. Zeitschrift für Geschichte und Kultur der Antike auf dem Gebiet der heutigen Türkei
Gephyra. Zeitschrift für Geschichte und Kultur der Antike auf dem Gebiet der heutigen Türkei (türkisch Gephyra. Günümüz Türki̇yesi̇ʼnin anti̇k devi̇rʼdeki̇ tari̇hi̇ ve kültürü i̇çi̇n dergi̇; der Namenszusatz wurde im Lauf der Zeit zweimal geringfügig geändert; englisch Gephyra. Journal for the Ancient History and Cultures of the Eastern Mediterranean; das griechische Wort γέφυρα gephyra bedeutet Brücke) ist eine altertumswissenschaftliche Open-Access-Zeitschrift auf dem Gebiet der Erforschung Kleinasiens als eines ebenso geographischen wie historischen Raumes.

## Konzept
Publiziert werden archäologische, epigraphische, historische und numismatische Beiträge, kommentierte und ausgewertete Materialvorlagen sowie historische Reflexionen und Essays. Auf demselben Gebiet präsentiert jedoch spezifischere Beiträge die epigraphische Zeitschrift Epigraphica Anatolica.

## Geschichte
Die Zeitschrift wurde 2004 von Johannes Nollé und Sencer Şahin in Istanbul gegründet und erschien bis 2008 bei Ege Yayınları, dann 2009 im Münchner Verlag Biering & Brinkmann und seit 2010 bei Arkeoloji ve Sanat Yayınları in Istanbul. Seit Band 16 erscheint die Zeitschrift im Phoibos Verlag in Wien.
Die derzeitigen Herausgeber sind N. Eda Akyürek Şahin, Boris Dreyer, Stephen Mitchell, Johannes Nollé, Fatih Onur, Charlotte Roueché und Mustafa Hamdi Sayar.

## Monographienreihe
Eine zugehörige Monographienreihe Monographien zur Gephyra (Gephyra monografi serisi) wurde mit einer Arbeit zu einem bedeutenden Monument, dem Stadiasmus Patarensis, begonnen.
- Sencer Şahin, Mustafa Adak: Stadiasmus Patarensis: Itinera Romana Provinciae Lyciae (= Monographien zur Gephyra. Zeitschrift für Geschichte und Kultur der Antike auf dem Gebiet der heutigen Türkei. Band 1). Ege Yayınları, Istanbul 2007, ISBN 978-975-807-179-1.

Die Reihe wird unter dem Namen Gephyra Monographs (Gephyra. Monografi dizisi) fortgeführt.
- Band 2: Sencer Şahin: Stadiasmus Patarensis. Itinera Romana Provinciae Lyciae / Likya Eyaleti Roma Yolları.
- Band 3: Fatih Onur: Monumentum Pergense. Anastasios'un Ordu Fermanı. Istanbul 2014.
- Band 4: Wilhelm Müseler: Lykische Münzen in europäischen Privatsammlungen. Istanbul 2016.
- Band 5: Thomas Ganschow: Münzen von Kappadokien. Sammlung Henseler. Band 1: Königreich and Kaisareia bis 192 n. Chr. Istanbul 2018.
- Band 6: Thomas Ganschow: Münzen von Kappadokien. Sammlung Henseler. Band 2: Kaisareia ab 193 n. Chr., Tyana, Hierapolis am Saros. Istanbul 2018.

Unter dem Reihentitel Gephyra. Schriftenreihe zur antiken Welt erschienen im Habelt-Verlag, Bonn:
- Band 8: Florian Haymann: Untersuchungen zur Geschichte und Identitätskonstruktion von Aigeai im römischen Kilikien (20 v. – 260 n. Chr.). 2014.
- Band 9: Drahdiweiberl. Ansichten aus der alten und neueren Kunst- und Kulturwissenschaft. ΦΙΛΙΚΟΝ ΔΩΡΟΝ – Munus amicorum. Freundesgabe für Michaela Fuchs zum 4. August 2015. 2015.